# Ледеберг
Ледеберг (на нидерландски: Ledeberg) е подобщина на град Гент в Северна Белгия, провинция Източна Фландрия. Разположена е южно от центъра на града, на брега на река Схелде, и е една от най-гъсто населените му части. Населението ѝ е около 8500 души (2007).
Ледеберг се споменава за първи път през 964 година. През Средновековието селището е владение на абатството Синт Питерс, като става самостоятелна община през 1801 година, по време на френската окупация. През следващите години Ледеберг е едно от бързо разрастващите се промишлени предградия на Гент, в което са изградени фабрики за предене на лен, за памучни тъкани, за тухли, корабостроителници. Текстилната промишленост продължава да процъфтява и през първата половина на 20 век, но през следващите десетилетия много предприятия са закрити.

## Известни личности
Родени в Ледеберг
- Жан Фонтен (1899-1974)